# Putangirua Pinnacles

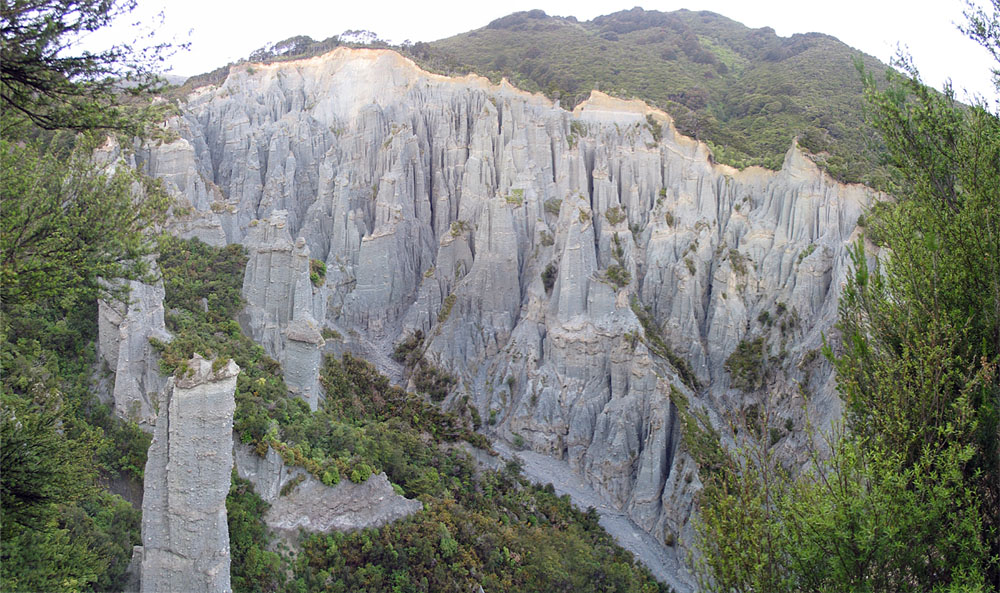
Putangirua Pinnacles

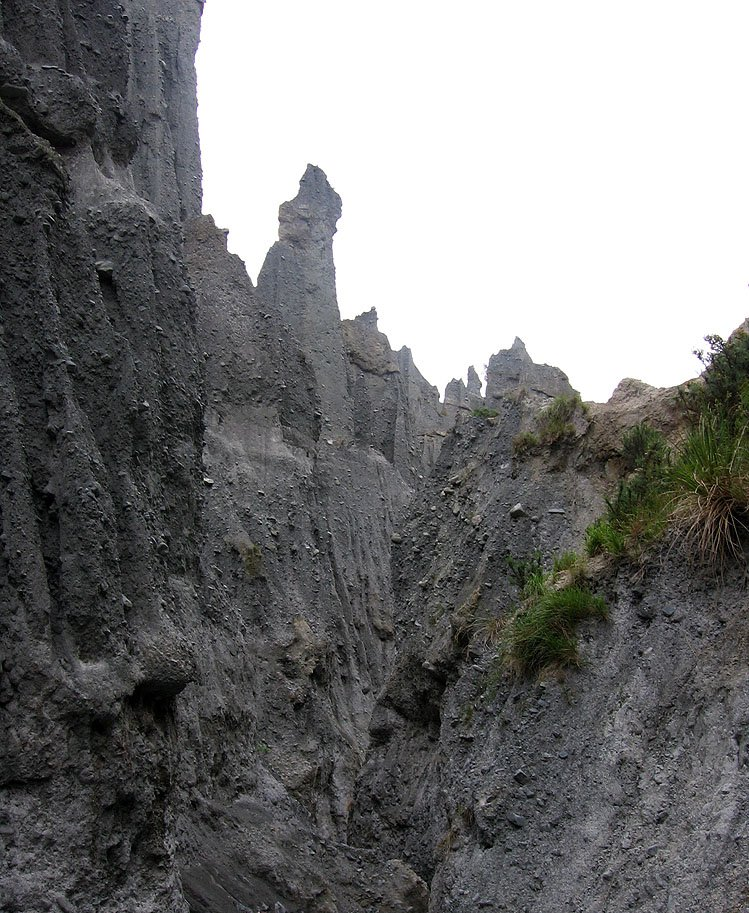
Thung lũng Pinnacles

Pinnacles Putangirua (còn được gọi đơn giản là The Pinnacles) là một thành tạo địa chất và là một trong những địa điểm du lịch nổi tiếng của New Zealand. Chúng bao gồm một số lượng lớn các trụ đá dựng đứng hiểm trở tại thung lũng trong dãy núi Aorangi.
Khoảng 7 đến 9 triệu năm về trước, khi mực nước biển cao hơn nhiều so với hiện tại thì dãy Aorangi là một hòn đảo rộng lớn bị xói mòn theo thời gian, một quạt bồi tích lớn đã hình thành trên bờ biển phía nam của nó.
Tuy nhiên trong vòng một vài triệu năm, mực nước biển đã tăng trở lại và hòn đảo này cũng bị chìm xuống. Kể từ kỷ băng hà, mực nước biển đã rút đi và lớp quạt bồi tích cổ đã bị ảnh hưởng từ tác động ăn mòn của gió và nước, mặc dù vậy ở một số nơi không bị ảnh hưởng bởi tác động này, dẫn đến sự hình thành ngoạn mục của thung lũng Pinnacles ngày nay, cùng với đó là những kiến tạo vô cùng độc đáo của dãy núi đá này. Không ai biết chính xác Pinnacles đã được hình thành bao lâu nhưng nó được cho là dưới 125.000 năm tuổi cùng với sự xói mòn lớn có thể bắt đầu từ 7000 năm trước đây.
Do kiến tạo địa chất đặc biệt thung lũng này đã trở thành một địa điểm du lịch thu hút và được dùng làm phim trường cho những bộ phim nổi tiếng như Chúa tể của những chiếc nhẫn The Lord of the Rings: The Return of the King, King kong, Braindead (1992).